# パナオン島
パナオン島(パナオンとう、英語: Panaon Island)はフィリピン、南レイテ州の島。レイテ島からパナオン海峡を挟んで100mほど南の位置にあり、東にディナガット島、スリガオ海峡を挟んで南東にミンダナオ島がある。南西にはミンダナオ海(またはボホール海 en:Bohol Sea)が広がる。

## 概要
南北に30km程度の大きさがあり、'Wawa bridge'と呼ばれる橋によってレイテ島と接続されている。
行政的には南レイテ州に属し、リロアン、サンフランシスコ、ピントゥヤン、サン・リカルドの4つの自治体からなる。最大の町は北西海岸の港町リロアン。主な産業はココナッツ、米などの栽培や野菜類の生産、養殖などである。
現地で『Tikitiki』と呼ばれるスキューバ・ダイビングやホエールウォッチングなどの観光が旅行客に良く知られている。

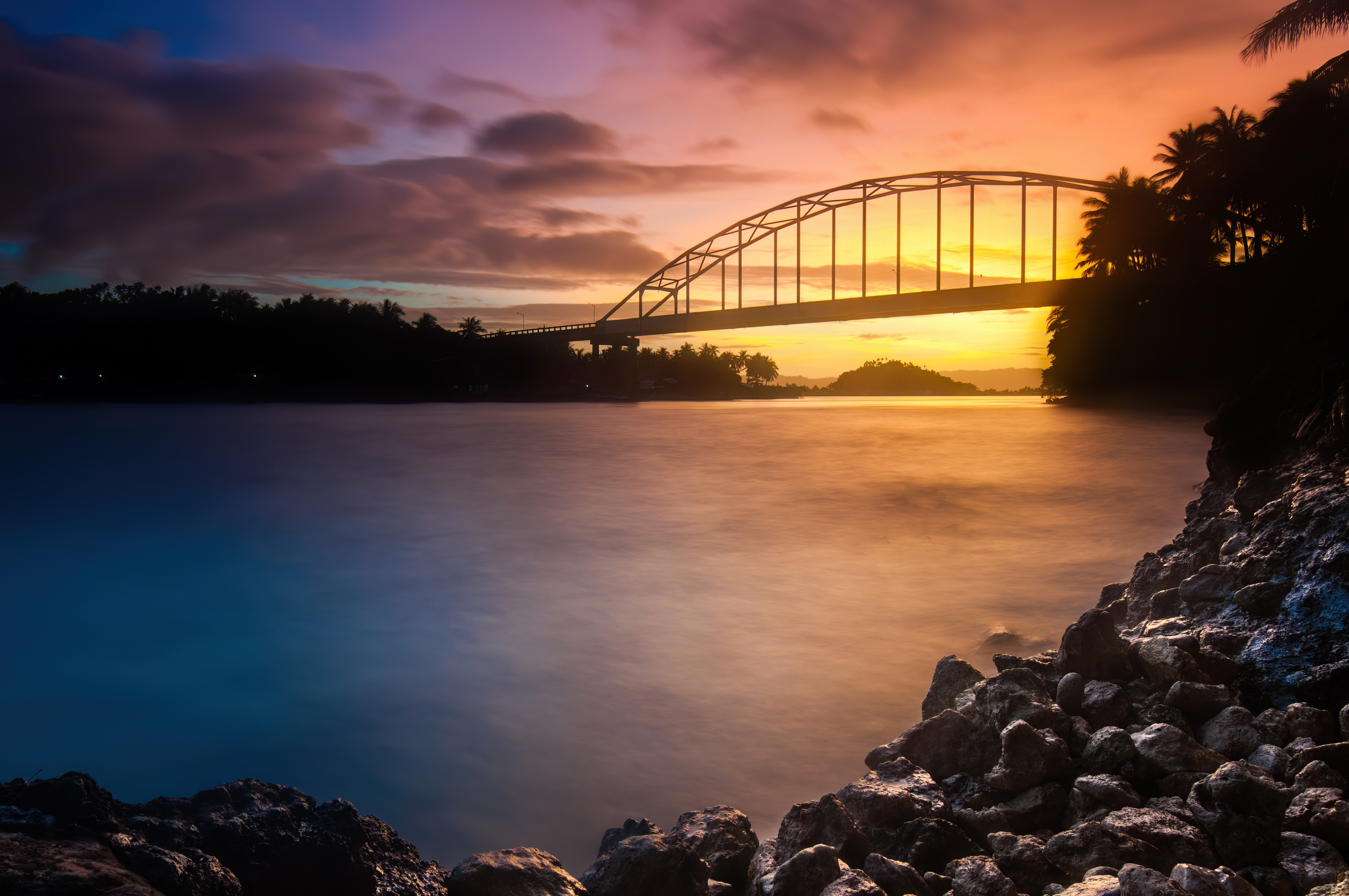
パナオン島とレイテ島を結ぶWawa Bridge